# Немецкий язык
Неме́цкий язы́к (нем. Deutschо файле, произносится: [ˈdɔʏ̯tʃ]; deutsche Sprache, произносится [ˈdɔʏ̯tʃə ˈʃpʁaːχə]) — национальный язык немцев, австрийцев, лихтенштейнцев, германошвейцарцев и американских немцев; официальный язык Германии, Австрии, Лихтенштейна, один из официальных языков Швейцарии, Люксембурга и Бельгии. Является одним из самых распространённых языков в мире после китайского, арабского, хинди, английского, испанского, бенгальского, португальского, французского, русского и японского. Немецкий язык занимает четвёртое место (после английского, русского, испанского) по использованию в интернете. Является самым распространённым языком в Западной Европе (более 90 миллионов носителей). Кроме того, немецкий — один из официальных и рабочих языков Европейского союза и ряда других международных организаций.
Относится к западной группе германских языков индоевропейской семьи. Письменность — на основе латинского алфавита, дополненного тремя графемами, обозначающими умлауты (ä, ö, ü), и лигатурой эсцет (ß). Древнейшие памятники письменности относятся к VIII веку.
По своему строю это флективный язык. Существительное имеет три рода, два числа и четыре падежа; глагол спрягается по лицам и числам, имеет два залога, три наклонения и шесть времён. Кроме того, при словоизменении могут происходить умлаут и аблаут.
Немецкий язык восходит к прагерманскому языку, который, в свою очередь, является ответвлением праиндоевропейского. Изменение фонетической и морфологической систем немецкого языка в результате второго передвижения согласных привело к его обособлению от родственных германских языков. В Средние века происходило становление фонетики и морфологии, лексического строя и синтаксиса средневерхненемецкого, а за ним — ранненововерхненемецкого языка. Современный немецкий язык, история которого начинается примерно со второй половины XVII века, иначе называют нововерхненемецким языком. Большую роль в его становлении сыграли перевод Библии Мартина Лютера, творчество Иоганна Вольфганга фон Гёте, Фридриха Готлиба Клопштока и Иоганна Кристофа Готтшеда, лингвистические труды Иоганна Кристофа Аделунга, братьев Гримм и Конрада Дудена.
Современный литературный немецкий язык возник на основе верхненемецких диалектов. В противоположность ему отдельные немецкие диалекты (например, нижненемецкие или алеманнские), не полностью участвовавшие в верхненемецком передвижении или участвовавшие в других фонетических переходах, сохраняют своё своеобразие. В Австрии и Швейцарии сложились собственные варианты немецкого языка, возникшие на собственной диалектной основе и имеющие свои отличительные черты фонетического и грамматического строя.

## Лингвогеография

### Ареал и численность
Немецкий язык широко распространён во всём мире как родной и как второй. Помимо основных трёх немецкоговорящих стран Западной Европы, среди которых — Германия, Швейцария и Австрия, немецкий язык находит применение в других государствах, попадая в категорию местных языков меньшинств. Так, немецкий является родным языком или языком общения для лиц немецкого происхождения в странах Центральной и Восточной Европы, для более чем двух миллионов человек в США, Канаде и Бразилии, широко используется в Австралии и в некоторых постколониальных странах Африки. При этом немецкий язык является одним из официальных языков Европейского союза и многих других международных и региональных организаций.
В каждом государстве немецкий язык обладает своей собственной спецификой употребления (см. раздел Разновидности языка). В приведённой ниже таблице указаны лишь некоторые государства, где немецкий язык является официальным или одним из официальных, широко распространён как язык меньшинств или имеет примечательные особенности своего исторического развития. Данные о численности немецкоговорящих приведены по Ethnologue 2014 без учёта ряда диалектов.
| Государство | Численность владеющих немецким языком | Примечания |
| ----------- | ------------------------------------- | --- |
| Австралия   | 79 тыс. чел.                          | Для 79 тысяч жителей Австралии немецкий язык является домашним, хотя немцев в Австралии существенно больше. См. Немецкий язык в Австралии. |
| Австрия     | 7,83 млн чел.                         | Немецкий язык в Австрии закреплён Конституцией и признаётся официальным наряду с языками меньшинств. Преимущественно в Австрии говорят на собственном варианте немецкого языка, сформировавшемся под влиянием баварских диалектов. См. Немецкий язык в Австрии.                                                                                            |
| Аргентина   | 400 тыс. чел.                         | Аргентинские немцы, проживающие в Буэнос-Айресе, используют язык бельгранодойч — смешанный немецкий и испанский. |
| Бельгия     | 41,2 тыс. чел.                        | Распространён в Восточной Бельгии (провинция Льеж), является одним из трёх официальных языков наряду с французским и нидерландским. См. Немецкоязычное сообщество Бельгии. |
| Бразилия    | 1,5 млн чел.                          | Распространён в штатах Санта Катарина и Риу-Гранди-ду-Сул. Во второй половине XX века был подвержен влиянию португальского языка. См. Немецкий язык в Бразилии. |
| Венесуэла   | 1,5 тыс. чел.                         | В Венесуэле немецкий язык (алеман колоньеро) используется в городке Колония Товар. Этнических немцев около 6 тыс. чел., из них лишь четверть владеет немецким. |
| Германия    | 69,8 млн чел.                         | Немецкий язык в Германии является официальным языком, закреплённым законодательно. Именно в Германии немецкий язык обладает самой высокой вариативностью. См. Немецкий язык в Германии. |
| Дания       | 25,9 тыс. чел.                        | Распространён в бывшей Южной Ютландии (современная Южная Дания). См. Немецкий язык в Дании. |
| Италия      | около 225 тыс. чел.                   | Немецкий язык используется на уровне региона Южный Тироль, наряду с итальянским и ладинским языками. Наряду с литературным немецким в Италии широко распространён баварский диалект. |
| Казахстан   | около 181 тыс. чел.                   | Немцы Казахстана проживают преимущественно на севере страны и в районе Астаны. Численность немцев быстро снижается: по данным переписи 1989 и Ethnologue их насчитывалось 958 тыс. чел.; по итогам переписи населения 2009 года численность немцев составляла уже 178 тыс.. По состоянию на 2013 год их стало на 3 тыс. чел. больше. См. Немцы Казахстана. |
| Канада      | 430 тыс. чел.                         | Немецкоговорящее население Канады составляют преимущественно потомки иммигрантов XIX и XX столетия, меннониты в Онтарио. |
| Лихтенштейн | около 36 тыс. чел.                    | В Лихтенштейне немецкий — единственный официальный язык. Наиболее распространён лихтенштейнский диалект, родственный швейцарскому и форарльбергскому. |
| Люксембург  | 10,2 тыс. чел.                        | Немецкий используется как один из официальных языков наряду с люксембургским и французским. Немецкий пользуется большой популярностью как второй язык. |
| Намибия     | 22,5 тыс. чел.                        | Немецкий является одним из национальных языков Намибии наряду с африкаанс, гереро, ошивамбо и английским. См. Немецкий язык в Намибии. |
| Парагвай    | 166 тыс. чел.                         | На немецком языке в Парагвае говорят потомки меннонитов, иммигрировавших в 1927 году, а также бразильские немцы, прибывшие в 1950—80-е годы. См. Немецкий язык в Парагвае. |
| Польша      | 500 тыс. чел.                         | В Польше немецкий язык признан языком меньшинств. На нём говорят преимущественно потомки силезских немцев, избежавших депортации в Польше. Число немецкоговорящих из года в год снижается. |
| Россия      | около 2,07 млн чел.                   | Этнические немцы проживают в Европейской части России, Сибири и на территории бывшей АССР немцев Поволжья. По данным переписи 2010 года, немцами себя считает всего 394 тыс. чел. См. Российские немцы, Немецко-платский диалект. |
| Румыния     | 45,1 тыс. чел.                        | Распространён в городах Сибиу, Сигишоара, Тимишоара, Сату-Маре. Большая часть носителей — трансильванские саксы и дунайские швабы. См. Немецкий язык в Румынии. |
| Словакия    | 5,4 тыс. чел.                         | Распространён в среде словацких немцев. В 1930-е годы преобладал в деревне Крагуле Банскобистрицкого края. |
| США         | 1,3 млн чел.                          | В Соединённых Штатах немецкий является языком меньшинств, однако он широко распространён и активно изучается в образовательных учреждениях. См. Немецкий язык в США. |
| Украина     | 33,3 тыс. чел.                        | Потомки немецких переселенцев XVIII века проживают на территории Днепропетровской, Одесской, Закарпатской, Запорожской областей. См. Немцы на Украине. |
| Франция     | около 1 млн чел.                      | Точных данных о числе носителей нет. Немецкий используется в Эльзасе (по состоянию 2012 год около 790 тыс. чел.) и северной части Лотарингии, в департаменте Мозель (по разным данным от 48 до 300 тыс. чел.). Активно вытесняется французским. См. Немецкий язык во Франции.                                                                              |
| Чехия       | 40,8 тыс. чел.                        | По данным чешской статистики на 2001 год насчитывалось всего около 39 тыс. немцев. К немецкоязычному меньшинству в Чехии принадлежат судетские немцы, которым удалось избежать депортации после войны. См. Немецкий язык в Чехии. |
| Швейцария   | 4,6 млн чел.                          | Используется как один из официальных наряду с французским, итальянским и ретороманским; около 67 % швейцарцев говорят на собственном варианте немецкого языка, возникшем на базе алеманнских диалектов. См. Немецкий язык в Швейцарии. |
| ЮАР         | 12 тыс. чел.                          | В ЮАР используется вариант немецкого языка под названием наталер-дойч, используемый в южноафриканской провинции Квазулу-Натал. |

### Разновидности языка
Немецкий язык является плюрицентрическим, неоднородным, что проявляется в различиях, которые характерны для тех или иных групп носителей языка. Исследования языковедов XVIII—XIX века создали фундамент для развития немецкой диалектологии, которая уже к началу XX века позволила составить полное представление о диалектах западногерманского континуума. Наддиалектными формами являются национальные варианты, которыми пользуются носители немецкого языка в Германии (собственно, литературный немецкий язык, или Hochdeutsch), Австрии (австрийский вариант) и Швейцарии (швейцарский вариант). Наряду с этим, возникали и развивались первые контактные языки на немецкой основе, исследования которых были произведены гораздо позже. Сформировавшиеся в результате проникновения иноязычных заимствований разновидности возникают и развиваются до конца XX — начала XXI века (например, белгранодойч), некоторые же — полностью исчезают под влиянием воздействия местных языков или в результате намеренной полной ассимиляции (бароссадойч в Австралии).

#### Диалекты
Все немецкие диалекты состоят в западногерманском диалектном континууме, в который также входит и нидерландский язык. На территории современных Германии, Австрии, Швейцарии, Люксембурга, Лихтенштейна, Италии и Нидерландов выделяют три крупные группы диалектов: нижненемецкую (Niederdeutsch), средненемецкую (Mitteldeutsch) и южнонемецкую (Oberdeutsch), причём последние две группы принято рассматривать в составе верхненемецких диалектов (Hochdeutsch). Граница между нижне- и верхненемецкими диалектами называется линией Бенрата. Отдельные диалекты и национальные варианты, входящие в каждую из этих групп, имеют, помимо географических, также отчётливые языковые различия, складываемые со временем под влиянием культурных, географических и исторических факторов. Так, свои особенности в фонетике и лексике имеют австрийский и швейцарский варианты, для которых свойственны иная артикуляция начальных p-, t-, k-, употребление в речи иностранных слов, австрицизмов и гельвецизмов и другие особенности, несвойственные для литературного немецкого языка. Являясь наддиалектными формами, они тем не менее не могут рассматриваться в отрыве от диалектов — баварских и алеманнских, соответственно.

##### Нижненемецкие диалекты
Нижненемецкая группа диалектов (Niederdeutsch, Plattdeutsch) распространена на севере Германии и в восточной части Нидерландов. Нижнефранкские диалекты на территории Нидерландов обычно выделяют как диалекты нидерландского языка, однако их историческая связь с немецким языком не позволяет рассматривать их в разрыве друг от друга. В списке приведены все крупные диалекты этой группы без различения области их распространения. Нижнесаксонские, также называемые западнонижненемецкими, и восточнонижненемецкие диалекты объединяют понятием нижненемецкий язык. Западные диалекты этого языка отличаются от восточных прежде всего исторически сложившимися фонетическими нормами и лексикой, так как диалекты северо-восточной Германии в Средние века были подвержены влиянию славянских языков. Некоторые диалекты восточнонижненемецкого пространства пересекаются с восточносредненемецкими диалектами
- Нижнефранкский (Niederfränkisch)

- Голландский (Holländisch)
- Брабантский (Brabantisch)
- Фламандский (Flämisch)
- Лимбургский (Limburgisch)
- Зеландский (Seeländisch)
- Нижнерейнский (Niederrheinisch)

- Нижнесаксонский (Westniederdeutsch / Niedersächsisch)

- Вестфальский (Westfälisch)
- Остфальский (Ostfälisch)
- Северонижнесаксонский (Nordniedersächsisch)

- Восточнонижненемецкий (Ostniederdeutsch)

- Маркско-бранденбургский (Märkisch-Brandenburgisch, Brandenburgisch)
- Мекленбургско-померанский (Mecklenburgisch-Vorpommersch)
- Нижнепрусский (Niederpreußisch)

##### Средненемецкие диалекты
Средненемецкая группа диалектов (Mitteldeutsch) распространена в средней части Германии, причём область её распространения представляет собой узкую полосу, отделяющую нижненемецкие диалекты от южнонемецких. Средненемецкие диалекты, как и северная группа, делятся на две части — западную и восточную. Западная по большей части включает франкские диалекты, протянувшиеся до южнонемецкого пространства, переходя в верхнефранкские диалекты. В восточной части преобладают тюрингско-верхнесаксонские диалекты, занимающие большие территории к западу от лужицкой диалектной группы.
- Западносредненемецкий (Westmitteldeutsch)

- Рипуарский (Ripuarisch)
- Мозельско-франкский (Moselfränkisch)
- Пфальцский (Pfälzisch)
- Гессенский (Hessisch)
- Лотарингский (Lothringisch)

- Восточносредненемецкий (Ostmitteldeutsch)

- Тюрингско-верхнесаксонский (Thüringisch-Obersächsisch)
- Североверхнесаксонско-Южномаркский (Nordobersächsisch-Südmärkisch: Nordobersächsisch & Südmärkisch)
- Лужицкий (Lausitzisch)
- Силезский (Schlesisch)
- Верхнепрусский (Hochpreußisch)
- Эрцгебиргский (Erzgebirgisch)

##### Южнонемецкие диалекты
Южнонемецкая группа диалектов (Oberdeutsch) распространена в южной части Германии, в Швейцарии и Австрии. Северная часть южнонемецкого пространства занята восточно- и южнофранкскими диалектами, принадлежащими к крупной группе франкских диалектов, позднее подвергшиеся процессу второго передвижения, продолжающихся на северо-западе до Нидерландов и Бельгии. Соответственно, западную и восточную часть занимают две крупнейшие группы пространства — алеманнские и баварские диалекты.
- Верхнефранкский (Oberfränkisch)

- Восточнофранкский (Ostfränkisch)
- Южнофранкский (Südfränkisch)

- Алеманнский (Westoberdeutsch / Alemannisch im weiteren Sinne)

- Швабский (Schwäbisch)
- Нижнеалеманнский (Niederalemannisch)
- Верхнеалеманнский (Hochalemannisch)
- Горноалеманнский (Höchstalemannisch)

- Баварский (Ostoberdeutsch / Bairisch)

- Северобаварский (Nordbairisch)
- Среднебаварский (Mittelbairisch)
- Южнобаварский (Südbairisch)

#### Национальные варианты
Наддиалектные формы — австрийский и швейцарский варианты немецкого языка — тесно связаны с диалектами, на территории распространения которых они используются. Так, австрийский вариант относят к австро-баварским диалектам, а швейцарский — соответственно, к швейцарскому диалекту. Тем не менее ни тот, ни другой нельзя переносить исключительно на диалекты, так как оба варианта нормированы и используются на письме.
Австрийский и швейцарский варианты имеют собственные отличия от стандартного немецкого языка, косвенно соответствующие диалектам этих регионов, проявляющие себя в первую очередь в общении с носителями литературного языка. В целом, немцы свободно понимают швейцарцев и австрийцев, однако в ряде случаев фонетические и лексические особенности этих вариантов не соответствуют литературной норме, тем самым создавая барьеры для межнационального общения. Например, австрийские названия месяцев — Jänner и Feber — отличаются от немецких — Januar и Februar, а некоторые грамматические конструкции этого варианта (например, временная форма претерита и все времена конъюнктива) носят совсем иную семантическую окраску. В швейцарском варианте, как и в австрийском, также существуют многочисленные лексические несоответствия, сложно воспринимаемые носителями немецкого языка. Например, часто используются слова французского происхождения (Billett вместо Fahrkarte, Velo вместо Fahrrad, Poulet вместо Hühnerfleisch). Помимо этого, существуют различия в речи, создающие дополнительные сложности для понимания языка: различия в произнесении взрывных /p/, /t/, /k/ (австрийский вариант) и спиранта /ç/, отсутствие гортанной смычки (в швейцарском варианте).
И австрийский, и швейцарский варианты широко распространены в странах своего употребления. Несмотря на то, что государственным языком является литературный немецкий, статус этих вариантов намного прочнее, так как австрицизмы и гельвецизмы широко используются в средствах массовой информации и в разговорной речи.

## История
Исходя из особенностей исторического развития немецкого языка, выделяют четыре основных периода (ступени) его существования (без учёта прагерманского языка). Каждая ступень характеризуется приблизительными временными рамками и определёнными особенностями формирования фонетической, грамматической и лексической структур, что делает возможным проследить главные причины тех изменений, которые происходили в языке на протяжении более тысячи лет и в том или ином виде прослеживаются и по сей день. Выделяют следующие ступени.
| Период                                            | Годы            | Характеристика |
| ------------------------------------------------- | --------------- | --- |
| Древневерхненемецкий язык (Althochdeutsch)        | 750—1050        | В результате второго передвижения согласных формируется собственная фонетическая система; в морфологии существительных прослеживается формирование категории числа при помощи умлаута корневой гласной, происходит редукция окончаний, образуются сложные глагольные времена Perfekt и Plusquamperfekt. Литература этого периода представлена в основном памятниками церковно-религиозного характера.                           |
| Средневерхненемецкий язык (Mittelhochdeutsch)     | 1050—1350       | Продолжается формирование фонетического строя; оформляются современные грамматические категории именных частей речи, инфинитив глагола приобретает современный вид, активно заимствуются новые слова из французского языка. В средневерхненемецкий период происходит расцвет немецкой рыцарской поэзии. |
| Ранненововерхненемецкий язык (Frühneuhochdeutsch) | 1350—1650       | Продолжается формирование грамматических категорий существительного, в фонетике происходят изменения в системе монофтонгов и дифтонгов, усложняется синтаксическая структура предложений, появляются новые словообразовательные элементы, производятся первые попытки нормирования грамматики, заимствуются слова из французского и итальянского языков. Благодаря деятельности Лютера начинает формироваться письменная норма. |
| Нововерхненемецкий язык (Neuhochdeutsch)          | 1650 — наши дни | Немецкий язык приобретает современный вид, основные изменения касаются лексической структуры (XIX—XX века), заимствования преимущественно английские. Происходит закрепление грамматических норм, оформляется правописание. |

### Языки древних германцев
Германские племена, появившиеся в VI—V веках до н. э. в северной части низменности между Эльбой и Одером, в Ютландии и на юге Скандинавии, произошли от индоевропейских народов, перекочевавших в Европу. Их язык, обособившийся от других индоевропейских языков, стал основой языков германцев. На протяжении нескольких веков на языки германцев влияние оказывали языки соседей (в большей мере — кельтов, а позднее и римлян).
Во многом развитие языка в самом начале нашей эры связано с миграциями носителей племенных языков, а также с процессами поглощения небольших племён более крупными. Так образовались племенные объединения франков, саксов, тюрингов, алеманнов и баваров, языки которых стали основой современных франкских, нижнесаксонских, тюрингских, алеманнских и баварских диалектов. В V—IX веках все эти племена были объединены под властью Меровингов (походы Хлодвига), а позднее и Каролингов (завоевания Карла Великого). Образованная Карлом империя, охватывавшая территории современных Франции, Италии и Германии, в 843 году была разделена его внуками на три части, что способствовало отделению континентальных германских народов восточнее Рейна от романских народов Галлии и Апеннинского полуострова.

### Древневерхненемецкий язык
В VIII веке, в результате второго передвижения согласных, начинается выделение верхненемецкого языка. Прагерманские согласные /p/, /t/ и /k/ (и частично /b/, /d/ и /g/) перешли в верхненемецкие /pf/, /ts/ и /kx/ в начальной позиции и в /f/, /s/ и /x/ — в конечной. Это фонетическое явление, начавшееся ещё в VI веке, охватило южнонемецкие земли баварцев и алеманнов, которые говорили на древневерхненемецком. В германских землях, расположенных севернее линии maken/machen, франки и саксы говорили на древненижненемецком. В землях между этими языками второе передвижение прошло неравномерно (например, в рипуарском и мозельско-франкском диалектах).
Ещё до падения Рима, в результате римско-германских сношений, в язык германцев проникло большое количество латинских слов, отражающих реалии жизни римлян, незнакомые германцам. Христианизация германцев в раннем Средневековье способствовала распространению латинского письма в германских землях. Словарь германцев в этот период существенно обогащается за счёт латинских заимствований, связанных, как правило, с христианским культом. Сам латинский язык ещё долго оставался языком науки и образования в немецких землях.

### Немецкий язык в средние века и новое время
Восточнофранкское королевство было неоднородным, многоплемённым, однако осознание его жителями своего этнического и отчасти языкового единства пришло уже в конце X — начале XI века, то есть к началу средненемецкого периода. Слово Deutsch образовано от прилагательного diutisc (др.-в.-нем. diot, гот. þiuda) и означало «говорящий на языке народа» (в отличие от говорящих на латыни). Латинское theodisce (theodisca lingua) появилось в латинских источниках в конце VIII века и описывало народы, не говорящие на латинском, в частности — германские. Во второй половине IX века у Отфрида встречается thiufrenkiska zunga, как обозначение общефранкского языка, а в начале XI века diu diutisca zunge встречается у Ноткера как обозначение языка германских народов. Впервые в качестве обозначения народа diutisc встречается лишь в конце XI века.
В отличие от своих романских и славянских соседей, в немецком языковом ареале на протяжении всего средневековья существовали территориально раздробленные политические структуры, что привело к образованию и развитию большого количества разных диалектов. Региональные особенности употребления средневерхненемецкого языка затрудняли процесс создания культурной целостности и побудили поэтов начала XIII века избегать диалектных форм с целью расширить круг потенциальных читателей, что рассматривается первой попыткой создания общенемецкого языка. Тем не менее это стало возможно лишь при распространении грамотности среди широких слоёв населения в периоды позднего средневековья и позднее — Возрождения.
В XIII—XIV веках формирование немецкого языка приводит к тому, что латинский постепенно утрачивает свои позиции языка официально-деловой сферы (окончательно это происходит только к XVI—XVII векам). Постепенно смешанные восточно-немецкие говоры, образовавшиеся в результате колонизации славянских земель восточнее реки Эльбы, получают ведущую роль и, обогатившись за счёт взаимодействия с южнонемецкой литературной традицией, ложатся в основу немецкого национального литературного языка.
В отличие от большинства европейских стран, литературный язык которых основывается на диалекте столицы, немецкий литературный язык представляет собой нечто среднее между средне- и верхненемецкими диалектами и считается местным только в Ганновере. В северной части Германии этот язык распространился в сферах государственного управления и школьного образования во время Реформации. В эпоху расцвета Ганзы по всей северной Германии царили нижненемецкие диалекты и нидерландский язык. Со временем литературный немецкий в северных регионах Германии практически вытеснил местные диалекты, лишь частично сохранившиеся до сегодняшнего времени. В центре и на юге Германии, где язык изначально был более похож на литературный, население сохранило свои диалекты.
В 1521 году Мартином Лютером был переведён на тогда ещё не устоявшийся стандартный письменный язык Новый, а в 1534 году — Ветхий Завет, что, по мнению многих учёных-лингвистов XIX века, повлияло на развитие языка целых поколений, так как уже в XIV веке было заметно постепенное развитие общерегионального письменного немецкого языка, который также называют ранненововерхненемецким. Образование литературного письменного немецкого языка было в основном завершено в XVII веке.

### Становление нововерхненемецкого языка
Большое значение для нововерхненемецкого языка имело интенсивное развитие в XVII—XIX веках светской художественной литературы. Формирование норм современного литературного языка завершается в конце XVIII века, когда нормализуется грамматическая система, стабилизируется орфография, создаются нормативные словари, а в конце XIX века на основе сценического произношения вырабатываются орфоэпические нормы. В XVI—XVIII веках формирующиеся литературные нормы распространяются на север Германии. В это время в немецкий язык активно проникают слова из французского и славянских языков.
Составлением первых словарей немецкого языка занимались И. К. Аделунг (1781) и братья Гримм (1852, закончен полностью в 1961 году). Немецкое правописание формировалось в течение всего XIX века. Значительный прорыв в создании общего правописания был достигнут благодаря Конраду Дудену, который в 1880 году выпустил «Орфографический словарь немецкого языка». В 1901 году этот словарь был в слегка изменённой форме признан основой немецкого официального правописания на Орфографической конференции 1901 года, но с 1956 года вновь встаёт вопрос о реформировании орфографии, что вылилось в реформу 1996 года.
Весь XX век немецкий язык изменялся незначительно: основные изменения касались лексического состава, пополнявшегося новыми словами. После прихода к власти Адольфа Гитлера во главе социал-националистической партии язык стал средством активной пропаганды, в результате чего возник такой феномен, как язык нацистской Германии — немецкий язык, наполненный идеологически окрашенными терминами и эвфемизмами. После окончания Второй мировой войны и оккупации Восточной Германии советскими войсками в немецкий язык ГДР проникают слова из русского языка. Большое влияние на язык в конце XX — начале XXI века оказали английские заимствования, что связано с развитием технологий и популярностью англоязычной культуры в мире. Интернет и СМИ оказывают значительное влияние на рост количества заимствований.

### Современная реформа правописания
1 августа 1996 года в Германии были введены новые правила немецкой орфографии. Первый план реформы предусматривал замену ß на ss после кратких гласных (например, как в словах Fluss, muss, dass), однако эсцет сохранялся после долгих гласных и дифтонгов (Fuß, heiß). При образовании новых слов или форм основа слова сохраняется (nummerieren пишется с удвоенной mm, так как основа — Nummer). Для часто употребляемых заимствований разрешено упрощённое написание (Mayonnaise → Majonäse), в словах греческого происхождения буквосочетание ph заменялось на f (Geographie → Geografie). Некоторые сложные глаголы, ранее писавшиеся слитно, стали писаться раздельно (kennen lernen, Halt machen, verloren gehen), а обозначения времени суток, сопровождаемые словами gestern, heute, morgen (heute Nachmittag, morgen Vormittag), и субстантивированные числительные (der Zweite, der Dritte) начинались с заглавной буквы. Было разрешено также утраивать согласную на стыке слов, оканчивающихся и начинающихся на один и тот же согласный (Betttuch = Bett + Tuch). Изменения коснулись и пунктуации: в сложносочинённом предложении с союзами und или oder, а также в конструкции Infinitiv + zu запятая не проставлялась.
Реформа была воспринята неоднозначно. Незадолго до намеченного окончания проведения реформы несколько ведущих газет и журналов ФРГ (в первую очередь, те, которые входят в издательский концерн Axel Springer AG) заявили о возврате к традиционным правилам. Одна из самых консервативных и уважаемых газет ФРГ, Frankfurter Allgemeine Zeitung, в 1999 году, как и вся страна, перешла на новую орфографию, но вскоре вернулась к привычному правописанию. От новой орфографии отказался и важнейший общественно-политический журнал страны «Der Spiegel». Большинство немецких писателей и филологов с самого начала отказались принять новые орфографические правила, однако их просьбы приостановить реформу так и не были выполнены. Второй вариант реформы 2005 года также не был принят общественностью.
С 1 августа 2006 года в Германии вступил в силу третий и окончательный вариант закона о реформе немецкого правописания. Новые правила пунктуации и орфографии обязательны для всех без исключения государственных учреждений и для системы образования. Реформа отменила 87 из 212 правил орфографии; вместо 52 правил пунктуации осталось лишь 12.

## Письменность
В немецком алфавите используются 26 пар латинских букв (строчные и прописные); буквы, обозначающие умлаутированные звуки (ä, ö, ü), и лигатура ß (эсцет) в состав алфавита не входят. При алфавитной сортировке ä, ö, ü не различаются с соответственно a, o, u, за исключением слов, отличающихся только умлаутом, — в этом случае слово с умлаутом идёт позже; ß используется после долгих гласных и дифтонгов и приравнивается к сочетанию ss, однако при перечислении немецких букв буквы ä, ö, ü приводят не рядом с соответствующими буквами a, o и u, а в конце списка. В словарях немецкие слова располагаются без учёта умлаута.
| Буква | Название |     | Буква | Название |          | Буква   | Название   |       | Буква    | Название |  | Буква | название |
| A a   | а        | F f | эф    | L l      | эль      | Q q     | ку         | (Ü ü) | у-умлаут |          |  |       |          |
| (Ä ä) | а-умлаут | G g | гэ    | M m      | эм       | R r     | эр         | V v   | фау      |          |  |       |          |
| B b   | бэ       | H h | ха    | N n      | эн       | S s     | эс         | W w   | вэ       |          |  |       |          |
| C c   | цэ       | I i | и     | O o      | о        | ((ẞ) ß) | эсцет (sz) | X x   | икс      |          |  |       |          |
| D d   | дэ       | J j | йот   | (Ö ö)    | о-умлаут | T t     | тэ         | Y y   | ипсилон  |          |  |       |          |
| E e   | э        | K k | ка    | P p      | пэ       | U u     | у          | Z z   | цет      |          |  |       |          |

До использования латиницы в немецком языке для письма применялись руны, которые после христианизации германских земель полностью вышли из употребления. До начала XX века официально использовался готический шрифт (в том числе и в словарях, издававшихся в других странах). Существовали также особый готический рукописный шрифт и фрактура (преподавались в школах до 1941 года). Антиква используется сначала неофициально с XIX века, а после ноябрьской революции 1918 года вводится официально. При нацистах готический шрифт был возвращён и одно время употреблялся официально, но затем нацистская же пропаганда начала гонения на готические шрифты, усматривая в них черты еврейского квадратного письма. В настоящее время они используются лишь в декоративных целях или при издании книг.

## Лингвистическая характеристика

### Фонетика и фонология
Немецкая фонетика и фонология — это прежде всего фонетическая и фонологическая системы литературного немецкого языка, так как сам немецкий язык неоднороден, имеет несколько стандартных вариантов в зависимости от страны распространения и множество диалектов, каждый из которых имеет свои собственные фонетические особенности.
В конце XVIII века эталонным немецким произношением считалось саксонское, что объясняется сильным влиянием саксонских деятелей искусства и науки на немецкую культуру в целом. Уже в XIX веке произношение, характерное для речи жителей северной Германии, существенно укрепило свои позиции, что, с одной стороны, было вызвано усилением Пруссии и созданием под её эгидой объединённой Германской империи, с другой — уже укрепившимися в устной речи стандартами северогерманского произношения.
Это произношение впервые было кодифицировано в «Сценическом произношении» (Deutschen Bühnenaussprache) Теодора Зибса в 1898 году. Современные орфоэпические словари в целом соответствуют нормам, установленным Зибсом, находя с ними лишь незначительные различия. Так, например современное произнесение звука [r] уже не соответствует фонеме /r/. Признанными сегодня нормами произношения считаются нормы Конрада Дудена, которые были приведены в его «Орфоэпическом словаре» (Duden-Aussprachewörterbuch), раскрывающем все основные правила фонетики и фонологии, но в то же время не всегда отражающем современное состояние немецкого произношения. Причиной этих несоответствий является изменение в речи немцев, спровоцированное рядом факторов, среди которых видное место занимает влияние современной западной культуры. Тем не менее нормы литературного немецкого языка и его фонетики и фонологии продолжают преподаваться в немецких школах и высших учебных заведениях.

#### Система гласных и согласных звуков
Фонетика немецкого языка насчитывает 44 звука, среди которых различают 16 гласных, 3 дифтонга, 22 согласных и 3 аффрикаты (звукосочетания [kv] и [ks] часто рассматривают в ряду аффрикат, однако в МФА они не учитываются). Помимо стандартного набора звуков в немецком могут быть использованы также звуки [ʌ] (Dublin), [æ] (Canberra), [ə:] (New Jersey), [ɔ:] (Hall), [ɶ:] (Chef d'ɶuvre), [w] (Waterproof), [θ] (Commonwealth), [ð] (Ciudad Trujillo), [ʤ] (Gin), которые используются преимущественно в словах иностранного происхождения.
В зависимости от положения языка немецкие гласные делятся на гласные переднего (i, e, ä, ö, ü) и заднего рядов (a, o, u). Они бывают долгими и краткими, причём 8 гласных букв дают 16 гласных звуков. Длительность гласных связывается с качеством слога, который они образуют. В этом отношении различают открытые (оканчивающиеся на гласный или состоящие из одного гласного) и закрытые слоги (оканчиваются на одну или несколько согласных). Дифтонгом называется слитное произнесение в одном слоге двух гласных. В зависимости от участия голоса немецкие согласные делятся на глухие, звонкие (взрывные и щелевые) и сонорные (звучные). Под аффрикатами понимают слитное произнесение двух согласных.
| Звук | Характеристика     | Буквенные соответствия | Пример           |
| ---- | ------------------ | ---------------------- | ---------------- |
| [p]  | смычный глухой     | p, pp, b               | Pass [pas]       |
| [b]  | смычный звонкий    | b, bb                  | baden ['ba: dən] |
| [t]  | смычный глухой     | t, tt, th, d           | satt [zat]       |
| [d]  | смычный звонкий    | d, dd                  | dort [dɔrt]      |
| [k]  | смычный глухой     | k, ck, ch, g           | Kette ['kεtə]    |
| [g]  | смычный звонкий    | g, gg                  | Roggen ['rɔgən]  |
| [f]  | щелевой глухой     | f, ff, v, ph           | Feder ['fe: dər] |
| [v]  | щелевой звонкий    | w, v                   | Welt [vεlt]      |
| [s]  | щелевой глухой     | s, ss, ß               | Fluss [flʊs]     |
| [z]  | щелевой звонкий    | s                      | sagen ['za: gən] |
| [ʃ]  | щелевой глухой     | sch, s, ch             | schön [ʃø:n]     |
| [ʒ]  | щелевой звонкий    | g, j                   | Genie [ʒe’ni:]   |
| [j]  | щелевой звонкий    | j, y                   | jung [jʊŋ]       |
| [ç]  | щелевой глухой     | ch, g                  | König ['kø:nɪç]  |
| [x]  | щелевой глухой     | ch                     | noch [nɔx]       |
| [h]  | щелевой глухой     | h                      | woher [vo’he:ɐ]  |
| [r]  | звонкий сонорный   | r, rr, rh              | Rose ['ro: zə]   |
| [ɐ]  | вокализованный [r] | r, er                  | hier [hi:ɐ]      |
| [l]  | сонант             | l, ll                  | Liebe ['li: bə]  |
| [m]  | носовой сонант     | m, mm                  | kommen ['kɔmən]  |
| [n]  | носовой сонант     | n, nn                  | Name ['na: mə]   |
| [ŋ]  | носовой сонант     | ng, n                  | danken ['daŋkən] |
| [p͡f] | аффриката          | pf                     | Pferd [p͡fe: rt]  |
| [t͡s] | аффриката          | z, tz, c, t            | Zahn [t͡sa: n]    |
| [t͡ʃ] | аффриката          | tsch, tch              | Match [mεt͡ʃ]     |
| [kv] | звукосочетание     | qu                     | Quelle ['kvεlə]  |
| [ks] | звукосочетание     | x, chs                 | sechs [zεks]     |

| Звук | Характеристика         | Буквенные соответствия | Пример           |
| ---- | ---------------------- | ---------------------- | ---------------- |
| [a]  | открытый краткий       | a                      | Mann [man]       |
| [a:] | открытый долгий        | a, aa, ah              | Tat [ta:t]       |
| [ε]  | открытый краткий       | e, ä                   | Held [hεlt]      |
| [ε:] | открытый долгий        | ä, äh                  | Bär [bε:r]       |
| [ə]  | слабый, редуцированный | e                      | leben ['le: bən] |
| [e:] | закрытый долгий        | e, ee, eh              | legen ['le:gən]  |
| [ɪ]  | открытый краткий       | i                      | Wind [vɪnt]      |
| [i:] | закрытый долгий        | i, ih, ie, ieh         | Wien [vi:n]      |
| [ɔ]  | открытый краткий       | o                      | wollen ['vɔlən]  |
| [o:] | закрытый долгий        | o, oo, oh              | Kohl [ko:l]      |
| [œ]  | открытый краткий       | ö                      | Löffel ['lœfəl]  |
| [ø:] | закрытый долгий        | ö, öh, oe              | Höhle ['hø:lə]   |
| [ʊ]  | открытый краткий       | u                      | Hund [hʊnt]      |
| [u:] | закрытый долгий        | u, uh                  | gut [gu:t]       |
| [ʏ]  | открытый краткий       | ü, y                   | fünf [fʏnf]      |
| [y:] | закрытый долгий        | ü, üh, y               | fühlen ['fy:lən] |
| [aɪ̯] | дифтонг                | ei, ey, ai, ay         | Bayern ['baɪ̯ɐn]  |
| [aʊ̯] | дифтонг                | au                     | Haus [haʊ̯s]      |
| [ɔʏ̯] | дифтонг                | eu, äu                 | Leute ['lɔʏ̯tə]   |

#### Транскрипционные знаки
Традиционно в немецкой транскрипции для изучения или чтения сложных слов используют специальные знаки, указывающие на различные особенности произнесения: [:] (долгота), ['] (ударение), [•] (полудолгота), [’] (твёрдый приступ гласного в начале слова). Так, например, слово Uhu имеет транскрипцию ['’u: hu•]: очевидно, что слово читается с приступом на первом звуке, ударение падает на первый слог, u — долгий, конечная гласная произносится полудолго, h — произносимый (в отличие от обыкновенного употребления между двумя гласными, как, например, в слове fliehen). В обычных словарях, не предусматривающих раскрытие фонетических особенностей слов, знаки [’] и [•] опускаются.

#### Просодия
Словесное ударение в немецком языке носит фиксированный характер и почти не меняет своего положения в слове. В корневых словах ударение падает, как правило, на первый слог, в словах с приставками — падает либо на приставку, либо на корень. В этой связи выделяют ударные (un-, ur-, ab-, auf-, aus-, bei-, ein-, mit-, nach-, vor-, zu-) и безударные приставки (be-, ge-, ent-, emp-, er-, miss-, ver-, zer-), иначе именуемые «полупрефиксами» и «префиксами» (ударность является одной из причин противопоставления этих аффиксов). Большинство немецких суффиксов безударны, однако существует целая группа ударных суффиксов (-ist, -ent, -ant, -ee, -eur, -ion, -tät, -ur, -at, -it, -ot, -et). В сложных словах ударение бывает главным (обычно падает на первый компонент слова) и второстепенным. Второстепенное ударение обычно падает на второй компонент (например, как в слове Zeít-verschiébung), однако существуют и исключения (например, как в слове Jáhr-húndert), а в аббревиатурах — относится к последней букве (die BRD [be:’ɛr’de:]).
Ударение в предложении падает на какие-либо знаменательные слова, то есть служебные слова ударения лишены. Ударение, движения тона, темп и паузы в совокупности дают интонацию. Главное ударение во всей фразе называется фразовым ударением, для которого характерны понижения или повышения тона: Was "machen Sie?. Логическое ударение указывает на слово, которое говорящий хочет логически выделить: "Er kommt heute — Er "kommt heute.

#### Немецко-русская практическая транскрипция
Немецкие имена и названия передаются в русском языке по традиционной системе.
Основные отличия немецко-русской транскрипции от, например, англо-русской таковы: ch → х, chs → кс, ck → к или кк (между гласными), ei → ай, eu, äu → ой, h после гласных опускается, ie → и, j → й, l → л или ль (перед согласными и в конце слова, в современном разговорном в основном используется мягкий звук ль), s → с (кроме случаев: читается как «з» перед или между гласными, «ш» в начале слов перед p и t, c, когда s стоит перед согласным или в конце слова), sch → ш, tsch → ч, tz → ц или тц (между гласными), v → ф, w → в, z → ц.
Многие имена и названия были усвоены русским языком в различных старых системах транскрипции; так, до самого недавнего времени сочетания ei, eu, äu было принято передавать единообразно через ей — например, фамилия математика Эйлера по-немецки произносится Ойлер (Euler). Имеется много случаев применения более архаичного правила h → г (перед гласными) и некоторых других.

### Морфология
По своей морфологической структуре немецкий язык является флективно-аналитическим. Флективность и аналитизм преобладают в языке и образуют доминанту его морфологического строя.
- Флективность

Синтетически спрягается глагол в немецком языке в настоящем (Präsens) и прошедшем времени (Präteritum); синтетически склоняется имя прилагательное, выступая в атрибутивной функции; субстантивированные прилагательные также имеют окончания и склоняются по падежам. Практически все местоимения склоняются синтетически, однако встречаются и супплетивные формы (особенно у личных местоимений): ich — meiner — mir; er — ihm; wir — uns. Что же касается склонения существительных, то здесь наблюдается довольно своеобразная картина: существительные, в зависимости от принадлежности к тому или иному склонению (в немецком их четыре), склоняются либо флективно-аналитически, то есть по падежам изменяется не только имя, но и артикль (сильное, слабое и смешанное склонения), либо только аналитически, изменяется только артикль, имя же остаётся во всех падежах неизменным (женское склонение). Только порядковые числительные изменяются по падежам и имеют те же окончания, что и прилагательные.
- Аналитизм

Аналитически образуются в немецком языке:
1. четыре из шести глагольные временные формы как в изъявительном, так и в сослагательном наклонениях (Perfekt, Plusquamperfekt, Futurum I, Futurum II);
2. все временные формы страдательного залога;
3. условное наклонение (Konditionalis I и Konditionalis II);
4. артикль + существительное представляют собой также аналитическое явление, так как носителем семантики является имя, а выразителем его грамматических категорий (род, число, падеж, соотнесённость-несоотнесённость) артикль.

- Инкорпорация

Инкорпорация хотя и не является доминирующим морфологическим типом немецкого языка, всё же встречается в нём очень часто. Примерами инкорпорации в немецком языке являются:
1. все сложные слова: Damenschuhabsatz — «каблук женских ботинок»;
2. слияние предлогов с артиклями: im (in + dem), ins (in + das), zum (zu + dem), zur (zu + der), vom (von + dem), am (an + dem), ums (um + das) и так далее;
3. интерпозиция частицы zu между приставкой и корнем глагола: Wir haben keine Zeit, unsere Freunde anzurufen.

- Агглютинация

Агглютинация встречается в немецком языке довольно редко. Пример агглютинации: der Bär — die Bärin — die Bärinnen. Суффикс -in (-inn) передаёт только женский род, а суффикс -en — только множественное число.

#### Артикль
Артикль в немецком языке — это служебное слово, которое указывает на род, число и падеж существительного (поэтому его ещё называют родовым словом). Различают определённые (der, die, das, die) и неопределённые артикли (ein, eine, ein, множественного числа у неопределённого артикля нет). Они могут склоняться как указательные (dieser, jener), притяжательные (mein, dein, sein), вопросительные (welcher?, was für ein…?) и неопределённые (jeder, mancher) местоимения, отрицательное местоимение kein, а также местоимения, употребляемые только во множественном числе (alle, viele, einige, mehrere).
| Падеж     | Мужской род | Женский род | Средний род | Множественное число |
| --------- | ----------- | ----------- | ----------- | ------------------- |
| Nominativ | der (ein)   | die (eine)  | das (ein)   | die                 |
| Genitiv   | des (eines) | der (einer) | des (eines) | der                 |
| Dativ     | dem (einem) | der (einer) | dem (einem) | den                 |
| Akkusativ | den (einen) | die (eine)  | das (ein)   | die                 |

Неопределённый артикль чаще всего выступает перед существительными, которые упоминаются впервые или мало известны. Определённый артикль употребляется, если предмет уже был упомянут, а также при наличии определения (существительное в форме родительного падежа, порядковое числительное, прилагательное в превоходной степени). Артикль может быть опущен в случаях, если перед существительным стоит местоимение или количественное числительное, если существительное — название страны или города (средний род), абстрактное понятие или оно обозначает какое-то вещество в неизвестном количестве.

#### Имя существительное
Немецкие существительные в единственном числе имеют четыре типа склонения: сильное для мужского и среднего рода, слабое — для мужского рода, женское — для женского рода и смешанное — для некоторых существительных мужского и среднего рода. Имена собственные имеют окончание -s только в родительном падеже.
| Падеж     | Сильное склонение | Слабое склонение | Женское склонение | Смешанное склонение |
| --------- | ----------------- | ---------------- | ----------------- | ------------------- |
| Nominativ | der Berg          | der Mensch       | die Frau          | der Name            |
| Genitiv   | des Berg(e)s      | des Menschen     | der Frau          | des Namens          |
| Dativ     | dem Berg(e)       | dem Menschen     | der Frau          | dem Namen           |
| Akkusativ | den Berg          | den Menschen     | die Frau          | den Namen           |

Множественное число существительные образуют по пяти типам (1 тип — суффикс -e; 2 тип — суффикс -(e)n (всегда без умлаута); 3 тип — суффикс -er (по возможности с умлаутом); 4 тип — без суффикса (с умлаутом и без него); 5 тип — суффикс -s (для сокращённых и сложносокращённых слов, а также заимствований; без умлаута).
| Тип | Число                        | Мужской род            | Женский род               | Средний род               |
| --- | ---------------------------- | ---------------------- | ------------------------- | ------------------------- |
| I   | Единственное — множественное | der Platz — die Plätze | die Stadt — die Städte    | das Jahr — die Jahre      |
| II  | Единственное — множественное | der Junge — die Jungen | die Uhr — die Uhren       | das Bett — die Betten     |
| III | Единственное — множественное | der Mann — die Männer  | —                         | das Bild — die Bilder     |
| IV  | Единственное — множественное | der Vogel — die Vögel  | die Tochter — die Töchter | das Gebäude — die Gebäude |
| V   | Единственное — множественное | der Park — die Parks   | die Mutti — die Muttis    | das Hotel — die Hotels    |

Во множественном числе все существительные склоняются одинаково. В дательном падеже к форме множественного числа прибавляется -n, если эта форма ещё не имеет такого окончания (или окончания -s) в именительном падеже.
| Падеж     | Мужской род | Женский род | Средний род |
| --------- | ----------- | ----------- | ----------- |
| Nominativ | die Männer  | die Frauen  | die Kinos   |
| Genitiv   | der Männer  | der Frauen  | der Kinos   |
| Dativ     | den Männern | den Frauen  | den Kinos   |
| Akkusativ | die Männer  | die Frauen  | die Kinos   |

#### Имя прилагательное
Немецкие прилагательные изменяются лишь тогда, когда выступают как определения к существительным. Они имеют три типа склонения:
- слабое — прилагательное стоит после определённого артикля или местоимений dieser, jener, jeder, welcher; оно приобретает окончание -en во всех падежах единственного числа, кроме именительного; винительный падеж для женского и среднего рода имеет окончание -e, а во множественном числе всех падежей приобретает -en;
- сильное — имеет место, если перед прилагательным нет определителя, определённого артикля, за исключением родительного падежа мужского и среднего рода в единственном числе, где используется слабое окончание -en;
- смешанное — прилагательное стоит после неопределённого артикля, притяжательного местоимения или отрицательного местоимения kein; сильные окончания для именительного и винительного падежа, слабые — для родительного и дательного.

| Падеж     | Мужской род       | Женский род    | Средний род       | Множественное число |
| --------- | ----------------- | -------------- | ----------------- | ------------------- |
| Nominativ | der gute Mann     | die gute Frau  | das gute Kind     | die guten Leute     |
| Genitiv   | des guten Mannes  | der guten Frau | des guten Kindes  | der guten Leute     |
| Dativ     | dem guten Mann(e) | der guten Frau | dem guten Kind(e) | den guten Leuten    |
| Akkusativ | den guten Mann    | die gute Frau  | das gute Kind     | die guten Leute     |

| Падеж     | Мужской род   | Женский род  | Средний род      | Множественное число |
| --------- | ------------- | ------------ | ---------------- | ------------------- |
| Nominativ | süßer Wein    | warme Milch  | frisches Gemüse  | gute Bücher         |
| Genitiv   | süßen Weines  | warmer Milch | frischen Gemüses | guter Bücher        |
| Dativ     | süßem Wein(e) | warmer Milch | frischem Gemüse  | guten Büchern       |
| Akkusativ | süßen Wein    | warme Milch  | frisches Gemüse  | gute Bücher         |

| Падеж     | Мужской род           | Женский род        | Средний род          |
| --------- | --------------------- | ------------------ | -------------------- |
| Nominativ | ein großer Platz      | eine große Stadt   | ein großes Land      |
| Genitiv   | eines großen Platzes  | einer großen Stadt | eines großen Landes  |
| Dativ     | einem großen Platz(e) | einer großen Stadt | einem großen Land(e) |
| Akkusativ | einen großen Platz    | eine große Stadt   | ein großes Land      |

Немецкие прилагательные и наречия могут образовывать Степени сравнения. Всего их три:
1. положительная (Positiv) — обычное прилагательное или наречие;
2. сравнительная (Komparativ) — к прилагательному или наречию присоединяется суффикс -er, корневые гласные a, o или u могут принимать умлаут;
3. превосходная (Superlativ) образуется при помощи суффикса -(e)st и, как правило, представлена в нескольких формах:

- в несклоняемой форме с частицей am и неизменяемым -(e)sten в качестве обстоятельства или части сказуемого: am schönsten;
- в склоняемой форме с определённым артиклем в качестве определения перед существительным der/die/das -(e)ste: der/die/das interessanteste, … и
- особой форме от некоторых прилагательных и наречий на -(e)ns: möglichst, schleunigst, …[130].

Некоторые прилагательные и наречия не образуют степени по общим правилам: hoch — höher — höchste, gut — besser — beste и др.

#### Местоимение
Немецкие местоимения способны заменять существительные там, где это необходимо. К ним относятся личные (ich, du, er, sie, es, wir, ihr, sie, Sie), вопросительные (wer?, was?), неопределённые (man, etwas, jemand, alle, alles, viele, einige) и отрицательные местоимения (nichts, niemand), а также безличное местоимение es и местоименные наречия. Все остальные местоимения сопровождают существительные. Вопросительные и личные местоимения склоняются по трём падежам, так как формы родительного падежа перешли в разряд притяжательных.
| Падеж     | Вопросительные местоимения | 1 лицо ед. ч. | 2 лицо ед. ч. | 3 лицо ед. ч. | 1 лицо мн. ч. | 2 лицо мн. ч. | 3 лицо мн. ч. | Вежливая форма |
| --------- | -------------------------- | ------------- | ------------- | ------------- | ------------- | ------------- | ------------- | -------------- |
| Nominativ | wer? was?                  | ich           | du            | er, sie, es   | wir           | ihr           | sie           | Sie            |
| Dativ     | wem?                       | mir           | dir           | ihm, ihr, ihm | uns           | euch          | ihnen         | Ihnen          |
| Akkusativ | wen? was?                  | mich          | dich          | ihn, sie, es  | uns           | euch          | sie           | Sie            |

Притяжательные местоимения отвечают на вопрос wessen? (чей?, чья?, чьё?, чьи?). Они соответствуют личным местоимениям в родительном падеже: mein, dein, sein, ihr, sein, unser, ihr, sie, Sie. Каждое притяжательное местоимение согласуется в роде, числе и падеже с существительным, с которым оно связано. В единственном числе оно склоняется как неопределённый артикль, а во множественном как определённый.
| Падеж     | Мужской род | Женский род | Средний род | Множественное число |
| --------- | ----------- | ----------- | ----------- | ------------------- |
| Nominativ | mein        | meine       | mein        | meine               |
| Genitiv   | meines      | meiner      | meines      | meiner              |
| Dativ     | meinem      | meiner      | meinem      | meinen              |
| Akkusativ | meinen      | meine       | mein        | meine               |

Неопределённо-личное местоимение man употребляется, когда лицо лишь подразумевается, оно не переводится на русский язык. Вся конструкция переводится на безличное предложение. Очень часто оно употребляется с модальными глаголами (man kann, man darf и т. д.). Безличное местоимение es употребляется как подлежащее в сочетании с безличным глаголом (Es regnet. Es ist Sonntag. Wie geht es Ihnen? Es ist etwas passiert?). Местоименные наречия служат для обозначения неодушевлённых предметов. Они бывают указательными (образуются из указательного наречия da и соответствующего предлога: dabei, dafür, damit, darüber, dazu и др.) и вопросительными (вопросительное наречие wo и предлог: wobei, wofür, womit, worüber, wozu). Вопросы об одушевлённых предметах образуют иначе. Для них используется сочетание предлога и вопросительного местоимения wer в соответствующем падеже (Um wen geht es?).

#### Числительное
Немецкие числительные разделяют на количественные (eins, zwei, drei, vier, fünf, sechs и т. д.) и порядковые (erste, zweite, dritte, vierte, fünfte, sechste). Субстантивированные числительные, выполняющие часто функцию подлежащего, в качестве числительных не всегда учитывают.
Первые отвечают на вопрос «сколько?» и могут быть простыми (1—12, 100, 1000), сложными (13—19; образуются от единиц и числа zehn) и производными. Количественные числительные от 20 до 99 образуются сочетанием в одно слово названия числительного первого порядка, предлога und и числительного второго порядка (например, 35 — fünfunddreißig). Образование числительных порядка сотен и тысяч происходит сочетанием в одно слово количества тысяч, затем сотен, затем указания составной части числительного, соответствующего числительному второго или первого порядка. Числительные, начиная с миллиона и больше, пишутся отдельно с указанием их количества в начале составного числительного (например, 1 364 819 — eine Million dreihundertvierundsechzigtausendachthundertneunzehn).
Порядковые числительные отвечают на вопрос «который? которая? которое?» и делятся на следующие группы:
- исключения: der/die/das erste (1.), dritte (3.), sieb(en)te (7.), achte (8.)[139];
- остальные числительные до 19 (к соответствующему количественному числительному добавляются суффикс -t- и окончание, например, der/die/das fünfte (5.)) и
- от 20 и далее (к соответствующему количественному числительному добавляются суффикс -st- и окончание; der/die/das einundzwanzigste (21.)).

Чтобы образовать дробь, к количественному числительному нужно прибавить суффикс -tel (1/4 — Viertel, 3/5 — drei Fünftel). Десятичная дробь читается с запятой (0,348 — Null Komma dreihundertachtundvierzig).

#### Глагол
Немецкий глагол имеет пять основных категорий: лицо (1-е, 2-е, 3-е), число (единственное и множественное), время (прошедшее, настоящее и будущее), залог (активный и пассивный) и наклонение (изъявительное, повелительное и сослагательное). Кроме лично-временных форм, у немецкого глагола есть также неличные формы: Infinitiv I, Infinitiv II, Partizip I и Partizip II. В зависимости от особенностей формообразования различают слабые, сильные и неправильные глаголы. В зависимости от управления различают переходные, требующие наличия дополнения в Akkusativ, и непереходные глаголы, которые дополнений не требуют. Глаголы могут быть возвратными (обозначают действие, направленное на действующее лицо), а также модальными (глаголы dürfen, können, mögen, müssen, sollen, wollen и глагол lassen, который часто к модальным не относят).
В немецком языке шесть времён:
- Präsens — простое настоящее время, которое образуется от инфинитивного корня глагола с помощью личного окончания. Например: Ich schreibe einen Brief[145].
- Präteritum — простое прошедшее время, состоящее из одного смыслового глагола. Образуется от основы второй (претеритной) формы глагола при помощи личного окончания. Например: Ich machte schon die Tür auf. Личные окончания у глаголов в этом времени близки к Präsens, за исключением первого и третьего лица единственного числа[146].
- Perfekt — сложное прошедшее время. Состоит из смыслового глагола в Partizip II и вспомогательного глагола haben или sein в Präsens. Например: Ich habe die Geschichte erzählt; Ich bin zu schnell gefahren. Вспомогательные глаголы спрягаются, а их выбор зависит от лексического значения смыслового глагола[147].
- Plusquamperfekt — сложное прошедшее время, состоящее из смыслового глагола в Partizip II и вспомогательного глагола haben или sein в форме Präteritum. Например: Er hatte den Regenschirm nicht genommen[148].
- Futur I — сложное будущее время, состоящее из смыслового глагола в Infinitiv I и вспомогательного глагола werden. Например: Ich werde um jeden Preis kommen[149].
- Futur II — сложное будущее время, состоящее из смыслового глагола в Infinitiv II и вспомогательного глагола werden. Например: Morgen um neun Uhr abend werde ich gekommen sein[150].

| Präsens Aktiv      | Präteritum Aktiv    | Perfekt Aktiv            | Plusquamperfekt Aktiv      | Futur I Aktiv            |
| ------------------ | ------------------- | ------------------------ | -------------------------- | ------------------------ |
| ich mache          | ich machte          | ich habe gemacht         | ich hatte gemacht          | ich werde machen         |
| du machst          | du machtest         | du hast gemacht          | du hattest gemacht         | du wirst machen          |
| er (sie, es) macht | er (sie, es) machte | er (sie, es) hat gemacht | er (sie, es) hatte gemacht | er (sie, es) wird machen |
| wir machen         | wir machten         | wir haben gemacht        | wir hatten gemacht         | wir werden machen        |
| ihr macht          | ihr machtet         | ihr habt gemacht         | ihr hattet gemacht         | ihr werdet machen        |
| sie (Sie) machen   | sie (Sie) machten   | sie (Sie) haben gemacht  | sie (Sie) hatten gemacht   | sie (Sie) werden machen  |

Залог зависит от характера подлежащего. Он может быть активным (Aktiv — действие исходит от подлежащего) и пассивным (Passiv — действие направлено на себя). У пассивного залога есть все те же временные формы, что и у активного. Все они образуются по одной схеме. Präsens Passiv образуется при помощи вспомогательного глагола werden в Präsens и смыслового глагола в Partizip II. Präteritum Passiv — werden в Präteritum и Partizip II. Perfekt и Plusquamperfekt Passiv — werden в соответствующей форме (особая форма worden) и Partizip II. Futur Passiv — werden в Futur и Partizip II.
| Präsens Passiv            | Präteritum Passiv          | Perfekt Passiv                  | Plusquamperfekt Passiv          | Futur I Passiv                   |
| ------------------------- | -------------------------- | ------------------------------- | ------------------------------- | -------------------------------- |
| ich werde gefragt         | ich wurde gefragt          | ich bin gefragt worden          | ich war gefragt worden          | ich werde gefragt werden         |
| du wirst gefragt          | du wurdest gefragt         | du bist gefragt worden          | du warst gefragt worden         | du wirst gefragt werden          |
| er (sie, es) wird gefragt | er (sie, es) wurde gefragt | er (sie, es) ist gefragt worden | er (sie, es) war gefragt worden | er (sie, es) wird gefragt werden |
| wir werden gefragt        | wir wurden gefragt         | wir sind gefragt worden         | wir waren gefragt worden        | wir werden gefragt werden        |
| ihr werdet gefragt        | ihr wurdet gefragt         | ihr seid gefragt worden         | ihr wart gefragt worden         | ihr werdet gefragt werden        |
| sie (Sie) werden gefragt  | sie (Sie) wurden gefragt   | sie (Sie) sind gefragt worden   | sie (Sie) waren gefragt worden  | sie (Sie) werden gefragt werden  |

Статив (пассив состояния, или краткий пассив) передаёт уже не процесс действия, а его результат. Он образуется при помощи вспомогательного глагола sein в соответствующей форме и второго причастия переходного смыслового глагола.
Сослагательное наклонение (Konjunktiv — выражает желание или возможность) имеет те же временные формы, что и изъявительное (Indikativ). Präsens Konjunktiv образуется при помощи инфинитивной основы, суффикса -e и личного окончания, но корневая гласная при этом остаётся неизменной. В 1-м и 3-м лице единственного числа суффикс и личное окончание сливаются, что не допускает удвоения согласной. Формы Präteritum Konjunktiv слабых глаголов совпадают с формами претерита изъявительного наклонения. Формы претерита конъюнктива сильных глаголов образуются из основы глагола в претерите изъявительного наклонения с помощью суффикса -e и личных окончаний претерита. Корневые гласные a, o, u получают умлаут. Существует также целый ряд глаголов, Präteritum Konjunktiv которых не подчиняется общим правилам: это неправильные глаголы sein (wäre), tun (täte), gehen (ginge), stehen (stände); неправильные глаголы haben (hätte), werden (würde), bringen (brächte); претерито-презентные глаголы (кроме sollen и wollen): dürfte, könnte, möchte, müsste, wüsste. Perfekt Konjunktiv образуется при помощи вспомогательных глаголов haben или sein, которые стоят в Präsens Konjunktiv, и смыслового глагола в Partizip II. Plusquamperfekt Konjunktiv образуется с помощью тех же вспомогательных глаголов в Präsens Konjunktiv и смыслового глагола в Partizip II. Futurum I и Futurum II Konjunktiv образуются при помощи вспомогательного глагола werden в Präsens Konjunktiv и смыслового глагола в Infinitiv I и Infinitiv II, соответственно. Кроме этих форм есть ещё две, аналогов которым нет в русском языке. Это Konditionalis I и Konditionalis II. Они образуются при помощи вспомогательного глагола werden в Präteritum Konjunktiv и смыслового глагола в Infinitiv I и Infinitiv II.
Повелительное наклонение (Imperativ) имеет четыре формы: 2-е лицо единственного числа (arbeite, nimm), 1-е лицо множественного числа (arbeiten wir/wollen wir arbeiten, nehmen wir/wollen wir nehmen), 2-е лицо множественного числа (arbeitet, nehmt) и вежливая форма (arbeiten Sie, nehmen Sie). Также повелительное наклонение можно образовать инфинитивом (Nicht aus dem Fenster lehnen!) или вторым причастием (Hiergeblieben!). Побудительность в немецком могут выражать некоторые грамматические конструкции (например, haben/sein + zu + Infinitiv, модальный глагол + Infinitiv).
Инфинитив (Infinitiv) и причастие (Partizip) участвуют в образовании различных грамматических конструкций и временных форм.
Инфинитив образует инфинитивные группы и конструкции с предлогом zu (инфинитивные группы типа um zu, ohne zu, (an)statt zu; конструкция haben/sein + zu + Infinitiv) и без него (с модальными глаголами, глаголами движения и другими глаголами-исключениями). Инфинитив играет различные синтаксические роли: подлежащее (Es ist eine Vergnügen, zu reiten), сказуемое (Vielleicht haben Sie die Absicht, auch unsere Vororte mit ihren schönen Palästen und Parks zu besuchen), дополнение (Marion war von Herzen froh (darüber), in diesem schrecklichen halbzerstörten Haus nicht allein zu sein) и обстоятельство (Er fährt nach Moskau, um seine Eltern zu besuchen).
Немецкое причастие бывает двух видов: Partizip I (основа глагола в Präsens и суффикс -(e)nd) и Partizip II (основа глагола, приставка ge- и суффикс -(e)t (для слабых глаголов) или -en (для сильных глаголов)). Первое причастие часто выступает в роли определения к существительному (Das zu lesende Buch) и обстоятельства (Aus dem Kino zurückgehend, besprachen die Leute den Film). Второе причастие употребляется при образовании сложных временных форм Perfekt и Plusquamperfekt (Mein Freund hat das Institut absolviert), во всех временных формах пассивного залога (Der Text wird/wurde nacherzählt, nachdem er zweimal vorgelesen worden ist/worden war) и как определение к существительному в причастных группах (Die von mir gekaufte Zeitung liegt auf dem Tisch).

#### Предлог
Немецкие предлоги употребляются перед существительными и личными местоимениями, таким образом определяя их падеж. В этой связи выделяют три группы предлогов, которые управляются соответственно дательным (mit, aus, nach, zu, bei, von, außer, seit, gegenüber, entgegen), винительным (für, gegen, durch, ohne, um, bis, entlang) или родительным падежами (während, trotz, wegen, (an)statt, unweit).
Двойному управлению подчиняются предлоги in, an, auf, vor, hinter, über, unter, neben, zwischen, которые могут употребляться с винительным и дательным падежами. При этом принимается во внимание, какое значение имеет сказуемое в предложении. Например: Sie hängt ein Bild über die Couch (винительный падеж) — Das Bild hängt über der Couch (дательный падеж). В этом случае имеет значение, какой вопрос применим к предлогу — wohin? или wo?.

### Синтаксис
Синтаксис немецкого языка развивался на протяжении всей истории существования языка, однако окончательное нормирование происходило лишь в XIX—XX веках. Пунктуация немецкого языка средневековья и нового времени исключала большое количество знаков препинания, поэтому предложения были простыми, однако с появлением запятой в ранненововерхненемецком периоде произошёл большой рывок в развитии немецкого предложения, что определило его сегодняшнюю структуру.
Немецкие предложения бывают простыми и сложными. Простое предложение обычно состоит из двух слов — подлежащего и сказуемого (нераспространённое предложение), однако может включать и второстепенные члены предложения (распространённое предложение). Сложные предложения состоят из двух или нескольких простых предложений. Соответственно, они бывают сложносочинёнными (бессоюзные и союзные), которые состоят из двух независимых предложений, и сложноподчинёнными, которые состоят из главного и одного или нескольких придаточных предложений.
Связь в сложносочинённом предложении осуществляется при помощи сочинительных союзов und, aber, oder, denn, deshalb, darum, doch, dann, so, also, а также при помощи парных союзов bald… bald, nicht nur… sondern auch, sowohl… als auch, entweder… oder. Придаточное предложение в составе сложноподчинённого вводится при помощи подчинительных союзов (dass, wenn, als, weil), относительных местоимений (der, die, das, die), вопросительных местоимений (wer, was, welcher), наречий (wo, wann), вопросительных местоименных наречий (woran, wovon, worüber) и др. Их выбор зависит от вида придаточного предложения. Эти предложения бывают: дополнительными, определительными, обстоятельственными (места, времени, образа действия, сравнения, степени, следствия, причины, цели, условия и уступки) и присоединительными.
Порядок слов в немецком предложении напрямую зависит от его характера. В простом повествовательном предложении различают прямой и обратный порядок слов. В первом случае подразумевается, что все члены предложения занимают только свои чётко установленные позиции: сперва подлежащее, затем сказуемое и второстепенные члены предложения (SVO). Например, Der Lehrer kommt bald. При обратном порядке слов происходит инверсия: Bald kommt der Lehrer. При составном или сложном сказуемом изменяемая часть становится на своё место, а неизменяемая уходит в конец: Ich stimme zu.
В вопросительном предложении без вопросительного слова сказуемое встаёт на первое место в предложении: Hat er das gemacht?. В вопросительном предложении с вопросительным словом (wer?, was?, wann?, wo?, wohin?, woher?, wie?, warum?, wozu? и др.) на первом месте стоит само вопросительное слово, а сказуемое следует за ним: Was hat er gemacht?.
В отрицательных предложениях чаще всего встречается отрицательная частица nicht, которая обычно используется перед отрицаемым словом: Nicht alle verstehen das. Тем не менее если отрицается сказуемое, то частица встаёт в конец предложения: Das weiß ich nicht. (и перед неизменяемой частью, если таковая имеется: Das habe ich nicht gewusst.). Если отрицается существительное, то перед ним ставится отрицательное местоимение kein, которое замещает неопределённый артикль и согласуется с существительным в роде, числе и падеже: Ich habe keine Zeit. Двойного отрицания в немецком языке нет, то есть конструкции «ничего/никогда не…» передаётся только одним отрицанием (в этом случае — словами nichts или niemand).
В предложениях в повелительном наклонении глагол (его изменяемая часть) занимает позицию вначале предложения: Gehen Sie / Gehen wir / Geht / Geh(e) mit den Freunden spazieren!
Союзные придаточные предложения имеют свой специфический порядок слов. При этом изменяемая часть сказуемого смещается в конец предложения: Viele glauben, dass sie bei den Wahlen keine Chance mehr hat. Nachdem der Junge genug Geld gespart hatte, kaufte er sich ein neues Smartphone.

### Словообразование
Словообразование немецкого языка получило очень хорошее развитие. Обилие элементов слов, как собственно немецких, так и заимствованных, позволяет «собирать» самые различные слова. В 1999 году парламент немецкой земли Мекленбург — Передняя Померания рассмотрел проект закона под названием «Rinderkennzeichnungs- und Rindfleischetikettierungsüberwachungsaufgabenübertragungsgesetz» («Закон о передаче обязанностей контроля маркировки говядины»). Это слово официально является самым длинным в немецком языке (63 буквы, 7 частей). В Интернете приводятся ссылки на слово из 79 букв — «Donaudampfschiffahrtselektrizitätenhauptbetriebswerkbauunterbeamtengesellschaft» («Общество служащих младшего звена органа по надзору за строительством при главном управлении электрического обслуживания дунайского пароходства»). Последнее по новым правилам прибавляет ещё одну букву (…schifffahrt…). Подобных сложных слов в немецком языке очень много.
Место немецкого словообразования в системе языка до сих пор до конца не определено. Обычно оно рассматривается в рамках лексикологии или грамматики, однако, будучи связанным и с грамматикой, и с лексикой, словообразование обладает собственными, только ему присущими чертами. Словообразование может рассматриваться как с диахронной, так и с синхронной точки зрения. Это важно для понимания исторического развития словообразовательной формы, чёткого разграничения словообразовательных процессов и современной структуры слова. С синхронией и диахронией перекрещиваются процессуальный и статистический аспекты (словообразование в движении и статике).
Минимальная единица слова называется морфемой. В свою очередь морфемы могут быть грамматическими и лексическими. Словообразовательный анализ слова может быть морфемным (деление на мельчайшие значимые единицы: be-auf-trag-en) и по «непосредственно-составляющим» (Erfrischung → erfrischen + -ung → er- + frisch). Немецкое словообразование выделяет простые, производные и сложные слова. Словообразовательные модели представляют собой классификацию этих слов и включают восемь уровней: модель корневых слов, модель безаффиксного словопроизводства, префиксальная, суффиксальная модели, модель префиксально-суффиксального словопроизводства, модель основ с полупрефиксами и полусуффиксами и определительное словосложение. См. также: Аффиксы в немецком языке.
| Модель                                                | Описание |
| ----------------------------------------------------- | --- |
| Модель корневых слов                                  | Корневые слова неразложимы на морфемы и немотивированны. Немецкие корневые слова, как правило, имеют один — два слога (Tisch, klug, Abend), но есть и трёхсложные (Ameise); заимствованные корневые слова могут включать больше двух слогов. На периферии корневых слов находятся звукоподражательные слова (paff, piep, miau) и аббревиатуры. |
| Модель безаффиксного (имплицитного) словопроизводства | Взаимопереход частей речи, функционирование одной и той же основы в условиях разной дистрибуции (grünen vi, grün a, Grün n). Словообразовательный аффикс отсутствует, как словообразовательное средство рассматривается наличие внутренней флексии (binden — Band, krank — kränken). |
| Префиксальная модель                                  | Связная словообразовательная морфема предшествует производящей основе (entlaufen, missgelaunt, Unruhe). Префикс придаёт слову определённый категориальный признак (например, префикс be- придаёт глаголам besetzen, besticken значение снабжения). |
| Суффиксальная модель                                  | Связная словообразовательная морфема находится после производящей основы (Schönheit, nächtlich). Суффикс подводит соответствующую лексическую единицу под более широкую семантическую категорию. Например, суффикс существительных женского рода -ung имеет значение действия процесса, отдельных действий, актов (Abdankung, Beaufsichtigung); явлений (Lösung); технических устройств (Abdichtung); неодушевлённых предметов, иногда собирательности (Besegelung, Kleidung). |
| Модель префиксально-суффиксального словопроизводства  | Лексические единицы, производящие основы которых одновременно сочетаются как с префиксом, так и с суффиксом (Gefrage, befrackt). |
| Модель основ с полупрефиксами                         | Многие полупрефиксы семантически соответствуют предлогам (ab-, an-, mit-, vor-, zu-). Большинство полупрефиксов отделяемы, но есть и исключения (über-, um-); полупрефиксы способны группироваться в семантические категории (усиление — hoch-, allzu-, blitz-; негативность — teufels-, sau-). |
| Модель основ с полусуффиксами                         | Отличаются от суффиксов ограниченностью выражаемых ими семантических категорий (наличие, обилие — -voll, -reich; направление — -weg, -seits; способность, ценность — -fertig, -fächig). |
| Словосложение                                         | Бывает определительным и неопределительным. Под первым понимается сочетание двух основ (Freiheitsliebe, Braunkohle), второй тип включает «императивные имена» (Vergißmeinnicht), сочинительные сложения (Freundfeind) и некоторые другие виды соединений. К сложению относятся также соединения частотных компонентов. |

### Лексика
К исконным словам немецкого языка относятся лексемы, которые в том или ином виде встречались ещё в прагерманском языке, из различных диалектов которого возникли современные германские языки, в том числе и литературный немецкий. Большая часть этих слов была унаследована прагерманским языком, в свою очередь, из праиндоевропейского языка. К ним относятся, например: местоимения ich (прагерм. *ek), du (*þū), mein (*mīnaz) и т. д.; числительные ein (прагерм. *ainaz), zwei (*twai), hundert (*hundaradą) и т. д.; существительные Vieh (прагерм. *fehu), Haus (*hūsą), Feuer (*fōr) и др.; глаголы вроде gehen (прагерм. *gāną), stehen (*stāną), sehen (*sehwaną) и др.
Заимствованные слова проникали в немецкий язык, как правило, из других индоевропейских языков, что объясняется историческими культурными, политическими и экономическими связями Германии с соседними территориями. Наряду с индоевропейскими заимствованиями, в немецком языке присутствует культурная лексика из неиндоевропейских языков.
Заимствованные слова могут частично сохранять своё первоначальные произношение и орфографию. Примерами заимствований из латинского языка являются: Koch (лат. coquus), Wein (vīnum), Straße (strāta), Prozess (processus), schreiben (scrībere) и др. Из древнегреческого были заимствованы слова, связанные с наукой, религией, мифологией и общественно-политическим устройством: Meter (др-греч. μέτρον), Elektron (ήλεκτρον), Mathematik (μαθηματική), Historie (ἱστορία), Theologie (θεολογία), Liturgie (λειτουργία), Mythos (μῦθος), Thron (θρόνος), Demokratie (δημοκρατία) и др. Слова латинского и греческого происхождения, а также части производных слов возникали в немецком в течение всей его последующей истории через другие языки.
Из итальянского языка пришли экономические термины и слова, связанные с искусством: Bank (итал. banca), Bankrott (banca rotta), Bilanz (bilancia), Risiko (risico, risco), Kapital (capitale), Arie (aria), Oper (opera), Sinfonie (sinfonia). Из французского происходят слова, связанные с модой и бытом: Figur (фр. figure), Garderobe (garde-robe), Toilette (toilette), Friseur (friser). Из английского языка в немецкий было заимствовано большое количество слов (англицизмов и американизмов), связанных с технологиями, медиа, а также молодёжной культурой: E-Mail (англ. e-mail), Show (show), Keyboard (keyboard), Ticket (ticket), T-Shirt (T-shirt), Party (party), Date (date), Baby (baby), Story (story).
Большое влияние оказал арабский язык, из которого были взяты слова: Matratze (араб. مطرح), Elixir (الإكسير), Arsenal (دار الصناعة), Ziffer (صفر) и другие. В немецком также присутствуют многочисленные гебраизмы — заимствования из иврита и идиша: betucht (ивр. בָּטַח‎), koscher (ככּשר), dufte (טוֹב), mauscheln (מֹשֶׁה или מָשָׁל), zocken (צחוק), Chuzpe (חֻצְפָּה), Schlamassel (идиш שלימזל‎).
Отдельную категорию составляют слова, составляющие национальную культурную лексику. Например, из китайского пришли слова Feng Shui (кит. 風水), Mahjong (麻將), Kungfu (功夫), Ketchup (茄汁), Tee (茶). Из японского — Kamikaze (яп. 神風), Ninja (忍者), Aikido (合気道), Origami (折り紙), Karaoke (カラオケ), Tsunami (津波). Из русского — Sputnik (спутник), Sowjet (рус. совет), Pogrom (погром), Datsche (дача), Kosaken (казак) и другие.
В разное время немецкий язык заимствовал также из соседних германских, славянских, романских языков, а также (через посредство) тюркских, финно-угорских, индийских, иранских, полинезийских, африканских и иных языков.